# Уату мак Аэдо
Уату мак Аэдо (др.‑ирл. Uatu mac Áedo; умер в 601 или 602) — король Коннахта (575—601/602) из рода Уи Бриуйн.

## Биография
Уату был сыном правителя Коннахта Аэда мак Эхаха, погибшего в 575 году. Согласно средневековым генеалогиям, он принадлежал к Уи Бриуйн Ай, одной из ветвей рода Уи Бриуйн. Однако современные историки (например, Ф. Д. Бирн) отмечают возможную сомнительность данных средневековых исторических источников о ранней истории Уи Бриуйн, считая эти сведения носящими «признаки фальсификации» авторами VIII века.
Согласно средневековому списку коннахтских королей, сохранившемуся в «Лейнстерской книге», Уату мак Аэдо унаследовал престол после своего отца Аэда мак Эхаха. Этот источник ошибочно наделяет Уату двадцатью восемью годами правления. Отсутствие в ирландских анналах сведений об Уату как о короле, позволило Ф. Д. Бирну сделать предположение, что в VI веке представители Уи Бриуйн ещё не владели властью над всем Коннахтом. По мнению этого историка, первым исторически достоверным коннахтским королём из этого рода был сын Уату Рогаллах.
В «Анналах Тигернаха» смерть Уату мак Аэдо датируется 600 годом, в «Анналах Ульстера» — 602 годом. Вероятно, это событие произошло в 601 или 602 году. Согласно списку коннахтских монархов из «Лейнстерской книги», после смерти Уату престол перешёл к Колману мак Кобтайгу из соперничавшего с Уи Бриуйн рода Уи Фиахрах. Однако, возможно, непосредственным преемником Уату был упоминавшийся в анналах в 603 году Маэл Котайд мак Маэл Умай из рода Фир Хера.